# Chemia supramolekularna

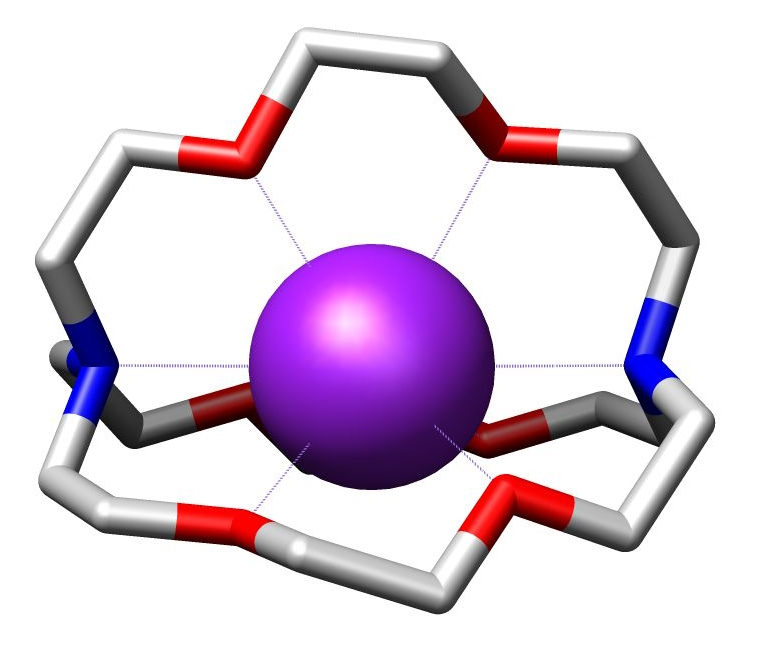
Kryptat potasu – supramolekularny kompleks kryptandu [2.2.2] z kationem potasu (atomy tlenu – kolor czerwony; atomy azotu – kolor niebieski

Chemia supramolekularna – dział chemii organicznej zajmującej się strukturami złożonymi z wielu podjednostek, które powstają samorzutnie na skutek słabych oddziaływań międzycząsteczkowych takich jak: siły van der Waalsa, słabe wiązania wodorowe, oddziaływania π-π (nazywanych także stackingiem) i oddziaływania elektrostatyczne lub poprzez wzajemne mechaniczne zaplecenie. Ponadto poszczególne elementy układów supramolekularnych mogą także być połączone za pomocą klasycznych wiązań kowalencyjnych, ale, w odróżnieniu od "klasycznej" chemii organicznej, chemia supramolekularna skupia się na słabych oddziaływaniach niekowalencyjnych.
Do ważnych koncepcji, które odgrywają duże znaczenie w tej dyscyplinie naukowej należy wymienić:
- samoorganizację cząsteczek
- zwijanie się układów biopolimerycznych
- rozpoznanie molekularne
- dynamiczną chemię kombinatoryczną

Badanie oddziaływań niekowalencyjnych jest kluczowe dla zrozumienia praktycznie wszystkich procesów zachodzących w żywych komórkach. Bardzo wiele makrocząsteczkowych układów biologicznych stanowiło inspirację dla podobnych układów stworzonych przez ludzi.
Wiele cząsteczek ma skłonność do spontanicznego łączenia się w regularne struktury, które często mają inne własności niż wolne, wyjściowe cząsteczki. Typowym przykładem struktury nadcząsteczkowej jest helisa DNA, która składa się z dwóch polimerycznych cząsteczek kwasów nukleinowych połączonych razem stosunkowo słabymi wiązaniami wodorowymi.
Chemia supramolekularna zajmuje się z jednej strony badaniem już istniejących, naturalnych struktur supramolekularnych, takich jak antybiotyki jonoforowe, błony komórkowe, kwasy nukleinowe, czy kompleksy enzymów z koenzymami, a z drugiej projektowaniem i syntezą zupełnie nowych, nie występujących w naturze struktur, takich jak suche kolumnowe elektrolity, nanorurki, ciekłe kryształy, dendrymery, związki makrocykliczne (np. etery koronowe) i wiele innych.

## Historia
Występowanie oddziaływań międzycząsteczkowych było postulowane przez van der Waalsa w 1873, jednak pierwszą koncepcją zgodną z filozofią chemii supramolekularnej był mechanizm "zamka i klucza", zaproponowany w 1890 przez laureata Nagrody Nobla, Emila Fischera, do wyjaśnienie rozpoznawania substratu przez enzym. Dalszy rozwój badań nad oddziaływaniami międzycząsteczkowymi miał miejsce na początku XX wieku wraz z odkryciem wiązań wodorowych.
Wykorzystanie tych informacji umożliwiło znacznie lepsze zrozumienie budowy białek i kwasów nukleinowych, uwieńczone odkryciem struktury DNA przez Jamesa Watsona i Francisa Cricka w 1953. W tym okresie rozpoczęto też badania oraz syntezę sztucznych układów opartych na oddziaływaniach niekowalencyjnych takich jak micele i mikroemulsje. Kolejnym przełomem była synteza eterów koronowych dokonana przez Charlesa J. Pedersena w latach 60. W oparciu o te badania kolejni chemicy, tacy jak Donald J. Cram, Jean-Marie Lehn i Fritz Vogtle, otrzymali różnego rodzaju sztuczne receptory jonów oraz układy mechanicznie splecione.
Znaczenie tej dyscypliny znacznie wzrosło po tym, jak w 1987 Donald J. Cram, Jean-Marie Lehn oraz Charles J. Pedersen otrzymali za swoje badania Nagrodę Nobla z chemii.
Obecnie chemia supramolekularna jest bardzo dynamicznie rozwijającą się dziedziną chemii. Współczesne układy supramolekularne są wyrafinowane i złożone, a niektóre z nich stanowią maszyny molekularne, wzorowane na takich biocząsteczkach jak białka motoryczne lub syntaza ATP. Ponadto obserwuje się coraz częstsze wykorzystanie zdobyczy elektrochemii i fotochemii do projektowania nowych układów supramolekularnych.

## Termodynamika a układy supramolekularne
Stabilność złożonych układów supramolekularnych jest zależna od występowania dużej ilości słabych oddziaływań niekowalencyjnych, zarówno intramolekularnych (zachodzących w obrębie jednej cząsteczki) jak i intermolekularnych (zachodzących pomiędzy kilkoma cząsteczkami), utrzymujących daną konformację układu. Pomimo że takie oddziaływania mają niską energię, przez co struktury supramolekularne są stosunkowo łatwe do zniszczenia, to z uwagi na ich dużą liczbę geometria większości układów supramolekularnych jest stabilna w warunkach normalnych. Podobne zależności obserwuje się dla dużych cząsteczek biologicznych, takich jak białka, kwasy nukleinowe lub polisacharydy.
Z uwagi na niską energię wiązań niekowalencyjnych oraz fakt, że często nie posiadają one typowej energii aktywacji opisywanej przez równanie Arrheniusa, zwiększanie temperatury reakcji nie ma wpływu na szybkość reakcji. Ponadto w wyższej temperaturze ma miejsce znaczący zanik liczby słabych oddziaływań stabilizujących układy makromolekularne, przez co równowaga chemiczna przesuwa się raczej w stronę rozpadu takich układów na budujące je podjednostki.
Zbyt niskie temperatury jednak także utrudniają zachodzenie procesów supramolekularnych, ponieważ w trakcie ich zachodzenia często dochodzi do znacznych zmian konformacyjnych cząsteczek. Takie modyfikacje struktury zazwyczaj wymagają by przynajmniej przez krótki okres cząsteczka przyjęła konformację wysokoenergetyczną. W niskich temperaturach rozkład statystyczny wszystkich możliwych geometrii cząsteczki jest przesunięty silnie w stronę struktur o niskiej energii, ponadto dochodzi do zmniejszenia swobody konformacyjnej cząsteczki, co może uniemożliwić efektywne zachodzenie procesów wymagających znacznych zmian strukturalnych (związanych z wiązaniem ligandu lub odbiorem bodźców fizycznych).
Środowisko, w którym występują układy supramolekularne, odgrywa ogromną rolę w utrzymywaniu ich stabilności. Bardzo duża liczba rozpuszczalników (m.in. woda lub większość alkoholi) tworzy wiązania wodorowe z rozpuszczonymi w nich związkami chemicznymi. Ponadto cząsteczki rozpuszczalnika często zaangażowane są w tworzenie innych oddziaływań, takich jak oddziaływania elektrostatyczne, tworzenie kompleksów z przeniesieniem ładunku lub kompleksowanie przez cząsteczki substancji rozpuszczonej.
Z tych powodów wybór rozpuszczalnika może mieć decydujące znaczenie przy projektowaniu syntezy układu supramolekularnego lub doborze środowiska, w którym taki układ ma pełnić swoje funkcje.

## Główne koncepcje

### Samoorganizacja cząsteczek
Samoorganizacja cząsteczek polega na ich samorzutnej organizacji w bardziej złożone układy bez konieczności ingerencji z zewnątrz. Zazwyczaj tego rodzaju procesy odbywają się za pomocą oddziaływań niekowalencyjnych. Procesy samoorganizacji mogą także dotyczyć pojedynczych cząsteczek, które samoistnie przyjmują określona strukturę (klasycznym przykładem jest zwijanie się białek), związki wykazujące zdolność do takiego zachowania nazywa się foldamerami. Samoorganizacja na poziomie molekularnym jest kluczowa w tworzeniu się takich układów jak micele, błony biologiczne oraz ciekłe kryształy. Pełni ona też istotną rolę w inżynierii kryształów.

### Rozpoznanie molekularne i kompleksowanie
Termin "rozpoznanie molekularne" oznacza specyficzne wiązanie związku koordynowanego przez większą strukturę - ligand, w wyniku którego dochodzi do powstania kompleksu typu "gość-gospodarz". Terminy "gość" i "gospodarz" są arbitralne, zwykle większa cząsteczka nazywana jest gospodarzem, a mniejsza gościem. Rozpoznanie obu cząsteczek zachodzi dzięki oddziaływaniom niekowalencyjnym i jest bardzo specyficzne. Pewną analogią do takich układów stanowią kompleksy tworzone przez receptory ze swoimi efektorami lub przeciwciała specyficznie rozpoznające antygeny.

### Synteza ukierunkowana na wzorzec
Wykorzystanie samoorganizacji cząsteczek oraz rozpoznania molekularnego może być wykorzystane w specyficznym typie supramolekularnej katalizy. Niekowalencyjne wiązania pomiędzy reagującymi związkami prowadzą do zbliżenia się fragmentów podlegających reakcji chemicznej ułatwiając jej zajście. Ta metoda może być szczególnie użyteczna w sytuacji, gdy konformacja konieczna do zajścia danej reakcji jest termodynamicznie lub kinetycznie niestabilna, czego przykładem może być synteza dużych układów makrocyklicznych. Ponadto taka kataliza może zostać z powodzeniem wykorzystana w syntezie stereoselektywnej, prowadząc do uzyskania związków o określonej stereochemii.

### Dynamiczna chemia kowalencyjna
Dynamiczna chemia kowalencyjna stanowi podejście, którego celem jest synteza dużych cząsteczek za pomocą reakcji odwracalnych, będących pod kontrolą termodynamiczną. Ponieważ wszystkie reagenty w układzie znajdują się w stanie równowagi chemicznej oraz ich potencjalna liczba może być bardzo duża, to możliwe jest prowadzenie selekcji cząsteczek o określonych właściwościach poprzez modyfikację warunków reakcji lub wprowadzenie dodatkowych substancji niebiorących bezpośrednio w niej udziału. Poprzez dodanie odpowiedniego wzorca, z którym oddziałują powstające związki, możliwe jest przesunięcie równowagi w stronę produktów, które tworzą stabilniejszy kompleks z dodaną substancją wzorcową (termodynamiczny efekt wzorca). Po osiągnięciu stanu równowagi, w którym ułamek molowy oczekiwanego produktu ma wysoką wartość, eksperymentator może zmienić warunki reakcji by zapobiec równowagowaniu i "zamrozić" istniejącą w danym momencie równowagę.

### Układy zablokowane mechanicznie
Układy zablokowane mechanicznie to grupa związków chemicznych, których elementy składowe są ze sobą związane jedynie poprzez odpowiednią topologię całej cząsteczki. W układach taki ponadto możliwe jest występowanie słabych wiązań niekowalencyjnych (które często są pomocne podczas syntezowania takich układów), ale nie wiązań kowalencyjnych. Przykładami związków charakteryzujących się taką strukturą są rotaksany, katenany oraz węzły molekularne.

### Biomimetyki
Biomimetyki stanowią układy supramolekularne mające na celu imitowanie struktury lub własności naturalnych układów biologicznych. Przykładami biomimetyków mogą być systemy sztucznej fotosyntezy, sztuczne receptory, peptydomimetyki lub modyfikowane chemicznie białka.

### Maszyny molekularne
Maszyny molekularne to pojedyncze cząsteczki lub ich układy zdolne do wykonywania ruchu bądź znacznych zmian w ich geometrii pod wpływem bodźca zewnętrznego. Podobnie jak w przypadku biomimetyków, głównym źródłem inspiracji przy projektowaniu takich struktur stanowią układy biologiczne. Sztandarowymi przykładami mogą być białka motoryczne takie jak dyneiny, kinezyny lub kompleksy aktyny z miozyną, a także wici lub rzęski, będące przykładami bardziej złożonych maszyn molekularnych. Badania nad takimi układami stanowią domenę zarówno chemii supramolekularnej jak i nanotechnologii.

## Bloki budulcowe w chemii supramolekularnej
W chemii supramolekularnej rzadko projektuje się nowe układy od zera. Powszechniejszą praktyką jest wykorzystywanie wcześniej uzyskanych związków chemicznych lub ich układów jako elementów budulcowych dla nowych struktur. Większość powszechnie stosowanych bloków budulcowych należy do kilku opisanych poniżej grup.

### Związki makrocykliczne
Związki makrocykliczne, często nazywane po prostu makrocyklami, stanowią układy zawierające pierścienie zbudowane z co najmniej siedmiu atomów. Makrocykle są bardzo użyteczne w chemii supramolekularnej, ponieważ mogą tworzyć dogodne nisze, w których zachodzi kompleksowanie mniejszych cząsteczek. Ponadto większość związków makrocyklicznych może być modyfikowana przez dodanie różnych grup funkcyjnych, co pozwala na łatwą zmianę ich właściwości.
Do najczęściej stosowanych układów makrocyklicznych należą: cyklodekstryny, etery koronowe, kaliksareny i kukurbiturile. Do bardziej skomplikowanych układów makrocyklicznych o dużym znaczeniu zalicza się przede wszystkim cyklofany i kryptandy.

### Układy aktywne foto- i elektrochemicznie
Do najlepiej zbadanych i często stosowanych podjednostek tego rodzaju zalicza się:
- Układy bazujące na szkielecie porfiryny i związków pokrewnych. Związki te mają interesujące właściwości elektrochemiczne i fotochemiczne, które mogą być łatwo modyfikowane, wykazują one także zdolność do tworzenia bardzo stabilnych kompleksów chelatowych z metalami przejściowymi. Obecnie synteza tych związków nie jest trudna do przeprowadzenia, ponadto wiele porfiryn oraz ich syntetycznych pochodnych jest dostępnych komercyjnie.
- Chinony oraz TTF mogą występować na kilka stabilnych stopniach utlenienia, przez co mogą pełnić rolę przełączników molekularnych, aktywowanych przez zmiany potencjału w układzie.
- Do innych jednostek stosowanych w elektrochemicznych układach supramolekularnych należą fullereny i ich pochodne, pochodne benzydyny oraz liczne organiczne kompleksy metali przejściowych.

### Motywy rozpoznania molekularnego
Obecnie istnieje wiele związków chemicznych oraz większych układów zdolnych do selektywnego rozpoznania całych cząsteczek (lub ich fragmentów), co może być wykorzystane do tworzenia układów supramolekularnych.
- W inżynierii kryształów układami często stosowanymi do budowania układów zablokowanych mechanicznie wykorzystuje się oddziaływania elektronów π typu charge-transfer (przeniesienie ładunku) występujące pomiędzy układami bipirydyminowany a dioksoarenami lub diaminoarenami
- Często stosowane są receptory jonów oparte na eterach koronowych lub kryptandach. Związki te są zdolne do selektywnego kompleksowania jonów metali lub kationów amonowych
- Formowanie dimerów kwasów karboksylowych

### Układy pochodzenia biologicznego
W chemii supramolekularnej wykorzystuje się bardzo wiele elementów występujących w układach biologicznych. Często stanowią one jedynie inspirację do tworzenia ich syntetycznych odpowiedników, jednak stosowane są też różnorodne biocząsteczki.
- Tworzenie niezwykle stabilnych połączeń pomiędzy awidyną i biotyną znajduje zastosowanie w tworzeniu większych układów supramolekularnych. Przykładowo, jeżeli jedna podjednostka układu zawiera cząsteczkę biotyny, to może ona zostać z powodzeniem dołączona do innej molekuły lub fragmentu powierzchni z dołączoną kowalencyjnie cząsteczką awidyny
- Mechanizm wiązanie się enzymów z ich kofaktorami posłużyło do projektowania zmodyfikowanych enzymów, które mogą być aktywowane na drodze fotochemicznej lub elektrochemicznej
- Szerokie zastosowanie znajdują kwasy nukleinowe, a zwłaszcza DNA. Ich cząsteczki mogą być wykorzystywane zarówno jako rusztowanie, jak i do budowania elementów funkcjonalnych.

### Inne struktury
Wiele układów supramolekularnych wymaga innych cząsteczek organicznych lub ich fragmentów służących do oddzielenia od siebie fragmentów układu pełniących odmienne role. Ponadto niektóre duże związki organiczne lub polimery mogą pełnić rolę "rusztowania", na którym budowany jest cały układ.
- Często stosowanymi grupami separującymi od siebie poszczególne podjednostki układu są łańcuchy polieterowe, układy bifenylowe lub trifenylowe oraz łańcuchy alkilowe
- Jako rusztowanie dla systemów supramolekularnych często wykorzystuje się dendrymery, nanorurki, fullereny i inne nanocząstki. Większość z wymienionych struktur może być też zastosowana do enkapsulacji mniejszych cząsteczek
- Związki kompleksowe rutenu, srebra i innych metali szlachetnych zawierające jako ligandy bipirydynę albo tripirydynę
- różnego rodzaju powierzchnie także są bardzo często stosowane w roli rusztowania dla układów supramolekularnych. Ponadto regularne powierzchnie mogą zostać zastosowane do tworzenia samoorganizujących się monowarstw.

## Zastosowania

### Tworzenie nowych materiałów
Procesy samoorganizacji materii zostały z powodzeniem wykorzystane do tworzenia nowych materiałów. Duże układy mogą zostać otrzymane z mniejszych podjednostek w kilku krokach syntetycznych. Przykładami takich materiałów mogą być różne polimery supramolekularne złożone z cząsteczek organicznych, połączonych ze sobą za pomocą oddziaływań niekowalencyjnych. Takie materiały wykazują pewną analogię do polimerycznych układów białkowych, takich jak mikrotubule, ponieważ podobnie jak one składają się z podjednostek, które nie tworzą między sobą wiązań kowalencyjnych i w dynamiczny sposób zmieniać swoją strukturę w zależności od różnych czynników zewnętrznych takich jak temperatura czy pH.

### Katalizatory
Projektowanie nowych katalizatorów stanowi jeden z głównych celów chemii supramolekularnej, oddziaływania niekowalencyjne odgrywają bowiem kluczową rolę w mechanizmie działania większości katalizatorów. Dzięki nim zachodzi wiązanie substratu oraz nadanie mu takiej konformacji, która prowadzi do obniżenia energii powstającego stanu przejściowego. Przykładami katalizatorów supramolekularnych są dendrymery oraz micele, które poprzez enkapsulację substratu tworzą otoczenie chemiczne sprzyjające zajściu danej reakcji chemicznej.

### Gromadzenie i przetwarzanie informacji
Jednym ze statutowych zadań chemii supramolekularnej (podobnie jak nanotechnologii) jest wykorzystanie materii do wykonywania obliczeń (w skali atomowej). Odbywa się to poprzez wykorzystanie grup funkcyjnych lub innych fragmentów cząsteczki, które są wrażliwe na działanie takich bodźców, jak kwanty promieniowania elektromagnetycznego lub zmiany potencjału elektrycznego. Po odebraniu bodźca, elementy te mogą z powodzeniem uczestniczyć w transdukcji sygnału, powodując np. zmianę konformacji innego fragmentu cząsteczki lub rearanżację układu wiązań podwójnych.
Przechowywanie informacji w układach supramolekularnych odbywa się zwykle poprzez wykorzystanie przełączników molekularnych, zawierających jednostki będące fotochromami lub elementami podlegającymi fotoizomeryzacji. Inne przełączniki mogą bazować na procesach redoks lub maszynach molekularnych.
Funkcjonalne bramki logiczne oparte na układach supramolekularnych są jeszcze układami istniejącymi jedynie w teorii, istnieje także wiele koncepcji komputerów bazujących na cząsteczkach DNA.

### Medycyna
Chemia supramolekularna ma zastosowanie do badań oddziaływań drobnocząsteczkowych ligandów z biocząsteczkami, takimi jak białka i kwasy nukleinowe. Wiedza na temat tego rodzaju interakcji ma obecnie duże znaczenie w projektowaniu leków, a także tworzeniu nowych układów pozwalających na efektywne i selektywne dostarczanie leków do określonych komórek. Opracowanie tego rodzaju selektywnych metod dostarczania leków ma kluczowe znaczenie w rozwoju skutecznych terapii przeciwnowotworowych i genowych. Jest to obszar licznych powiązań między chemią supramolekularną a biofizyką, chemią medyczną oraz chemią bioorganiczną.